# Aaleniano
| Periodo                                                                                      | Epoca                | Piano          | Età (Ma)    |
| -------------------------------------------------------------------------------------------- | -------------------- | -------------- | ----------- |
| Cretacico                                                                                    | Cretacico inferiore  | Berriasiano    | Più recente |
| Giurassico                                                                                   | Giurassico superiore | Titoniano      | 149,2 ± 0,7 |
| Giurassico                                                                                   | Giurassico superiore | Kimmeridgiano  | 154,8 ± 0,8 |
| Giurassico                                                                                   | Giurassico superiore | Oxfordiano     | 161,5 ± 1,0 |
| Giurassico                                                                                   | Giurassico medio     | Calloviano     | 165,3 ± 1,1 |
| Giurassico                                                                                   | Giurassico medio     | Bathoniano     | 168,2 ± 1,2 |
| Giurassico                                                                                   | Giurassico medio     | Bajociano      | 170,9 ± 0,8 |
| Giurassico                                                                                   | Giurassico medio     | Aaleniano      | 174,7 ± 0,8 |
| Giurassico                                                                                   | Giurassico inferiore | Toarciano      | 184,2 ± 0,3 |
| Giurassico                                                                                   | Giurassico inferiore | Pliensbachiano | 192,9 ± 0,3 |
| Giurassico                                                                                   | Giurassico inferiore | Sinemuriano    | 199,5 ± 0,3 |
| Giurassico                                                                                   | Giurassico inferiore | Hettangiano    | 201,4 ± 0,3 |
| Triassico                                                                                    | Triassico superiore  | Retico         | Più antico  |
| Suddivisione del Giurassico secondo la Commissione internazionale di stratigrafia dell'IUGS. |                      |                |             |

Nella scala dei tempi geologici, l'Aaleniano rappresenta il primo dei quattro stadi stratigrafici o età in cui è suddiviso il Giurassico medio, la seconda epoca dell'intero periodo Giurassico.
È compreso tra 175,6 ± 2,0 e 171,6 ± 3,0 milioni di anni fa (Ma), preceduto dal Toarciano, l'ultimo stadio della precedente epoca del Giurassico inferiore e seguito dal Bajociano, il secondo stadio del Giurassico medio.

## Definizioni stratigrafiche e GSSP
L'Aaleniano deriva il suo nome dalla città tedesca di Aalen, situata circa 70 km a est di Stoccarda in Germania. La città si trova alla fine del ramo sud-orientale del Giura Francone, che a sua volta fa parte del Massiccio del Giura.
Lo stadio Aaleniano fu introdotto nella letteratura scientifica dal geologo svizzero Karl Mayer-Eymar nel 1864.
La base dell'Aaleniano è definita dalla prima comparsa negli orizzonti stratigrafici del genere ammonitico Leioceras.
Il limite superiore dell'Aaleniano, nonché base del successivo stadio Bajociano, è fissato alla prima comparsa dell'ammonite del genere Hyperlioceras.
Nel dominio Tetide, l'Aaleniano contiene quattro biozone ammonitiche:
- zona del Graphoceras concavum
- zona della Brasilia bradfordensis
- zona della Ludwigia murchisonae
- zona del Leioceras opalinum

### GSSP
Il GSSP, il profilo stratigrafico di riferimento della Commissione Internazionale di Stratigrafia per la base dell'Aaleniano, è localizzato circa 500 metri a nord del paesino di Fuentelsaz, nella provincia di Guadalajara, in Spagna.

## Fauna
I fossili del periodo sono abbastanza numerosi e in particolare due gruppi sono predominanti:
- i Cefalopodi (ammoniti, belemniti e nautilus):

Acrocoelites, Alocolytoceras, Brachybelus, Brasilia, Brevibelus, Catulloceras, Cenoceras, Cotteswoldia, Dactyloteuthis, Dumortieria, Esericeras, Graphoceras, Hammatoceras, Harpoceras, Hastites, Holcobelus, Homaloteuthis, Huddlestonia, Leioceras Ludwigia, Mesoteuthis, Nautilus, Odontobelus, Phlyseogrammoceras, Pleydellia, Pseudobelus, Rhabdobelus, Salpingoteuthis, Staufenia.
- I lamellibranchi (bivalvia):

Astarte, Camptonectes, Ceratomya, Chlamys, Ctenostreon, Cucullaea, Entolium, Gervillella, Grammatodon, Gresslya, Gryphaea, Homomya, Inoperna, Liostrea, Myophorella, Oxytoma, Palaeonucula, Pholadomya, Pinna, Plagiostoma, Pleuromya, Pronoella, Propeamussium, Pseudolimea, Scaphotrigonia, Tancredia, Trigonia.
Si trovano anche diversi altri invertebrati:
- Anthozoa (polipi)
- Anellidi
- Brachiopodi
- Briozoi
- Crostacei
- Echinodermi
- Gasteropodi

Infine si trovano anche ossa di vertebrati sauropsidi (Ichthyosaurus, Plesiosaurus), pesci (Annea, Asteracanthus, Chiloscyllium, Cristabatis, Doliobatis, Heterodontus, Jurobatos, Lissodus, Microtoxodus, Palaeobrachaelurus, Protospinax, Rhomphaiodon, Synechodus, Toarcibatis), vegetali acquatici (Ptilophyllum, Pagiophyllum) e anche ooliti ferruginose.

## Palaeontologia

### †Ammonitidi
| †Ammonitida dell'Aaleniano          | †Ammonitida dell'Aaleniano | †Ammonitida dell'Aaleniano | †Ammonitida dell'Aaleniano | †Ammonitida dell'Aaleniano |
| Taxa                                | Presenza                   | Localizzazione             | Descrizione | Immagine                   |
| ----------------------------------- | -------------------------- | -------------------------- | --- | -------------------------- |
| - Abbasites - Abbasites platystomus | Confermato.                |                            | L'unica specie nota di questo genere dell'Alaska. Si ritiene che l'Abbasites sia un antenato della famiglia ammonitica delle Otoitidae. |                            |
| - Ancolioceras                      | Confermato.                |                            | |                            |
| - Asthenoceras                      | Confermato.                |                            | |                            |
| - Bradfordia                        | Confermato.                |                            | |                            |
| - Brasilia                          | Confermato.                |                            | |                            |
| - Bredyia                           | Confermato.                |                            | |                            |
| - Canavarella                       | Confermato.                |                            | |                            |
| - Constileioceras                   | Confermato.                |                            | |                            |
| - Cylioceras                        | Confermato.                |                            | |                            |
| - Euaptetoceras                     | Confermato.                |                            | |                            |
| - Eudmetoceras                      | Confermato.                |                            | |                            |
| - Euhoploceras                      | Confermato.                |                            | |                            |
| - Fontannesia                       | Confermato.                |                            | |                            |
| - Graphoceras                       | Confermato.                |                            | |                            |
| - Haplopleuroceras                  | Confermato.                |                            | |                            |
| - Hyperlioceras                     | Confermato.                |                            | |                            |
| - Leioceras                         | Confermato.                |                            | |                            |
| - Ludwigia                          | Confermato.                |                            | Sinonimo della pianta Ludwigia. |                            |
| - Malladaites                       | Confermato.                |                            | |                            |
| - Padragosiceras                    | Confermato.                |                            | |                            |
| - Parammatoceras                    | Confermato.                |                            | |                            |
| - Planammatoceras                   | Confermato.                |                            | |                            |
| - Praestrigites                     | Confermato.                |                            | |                            |
| - Pseudammatoceras                  | Confermato.                |                            | |                            |
| - Puchenquia                        | Confermato.                |                            | |                            |
| - Reynesella                        | Confermato.                |                            | |                            |
| - Sonninia                          | Confermato.                |                            | |                            |
| - Spinammatoceras                   | Confermato.                |                            | |                            |
| - Staufenia                         | Confermato.                |                            | |                            |
| - Stephanoceras                     | Confermato.                |                            | |                            |
| - Trilobiticeras                    | Confermato.                |                            | |                            |
| - Tugurites                         | Confermato.                |                            | |                            |

### †Belemniti
| Belemniti dell'Aaleniano             | Belemniti dell'Aaleniano | Belemniti dell'Aaleniano | Belemniti dell'Aaleniano                                                                             | Belemniti dell'Aaleniano |
| Taxa                                 | Presenza                 | Localizzazione           | Descrizione                                                                                          | Immagine                 |
| ------------------------------------ | ------------------------ | ------------------------ | --- | ------------------------ |
| - Belemnopsis                        | Confermato.              |                          | |                          |
| - Holcobelus                         | Confermato.              |                          | |                          |
| - Homaloteuthis                      | Confermato.              |                          | |                          |
| - Megateuthis - Megateuthis gigantea | Confermato.              |                          | La più grande specie di belemniti dell'Eurasia; poteva raggiungere una lunghezza di oltre tre metri. |                          |
| - Paramegateuthis                    | Confermato.              |                          | |                          |
| - Rhabdobelus                        | Confermato.              |                          | |                          |
| - Sachsibelus                        | Confermato.              |                          | |                          |

### †Thalattosuchiani
| Thalattosuchia dell'Aaleniano | Thalattosuchia dell'Aaleniano | Thalattosuchia dell'Aaleniano | Thalattosuchia dell'Aaleniano | Thalattosuchia dell'Aaleniano |
| Taxa                          | Presenza                      | Localizzazione                | Descrizione                   | Immagine                      |
| ----------------------------- | ----------------------------- | ----------------------------- | ----------------------------- | ----------------------------- |
| - Steneosaurus                |                               |                               |                               |                               |